# Mina Wylie
Wilhelmina „Mina” Wylie (Sydney, 1891 – Coogee, Új-Dél-Wales, 1984. július 6.) olimpiai ezüstérmes ausztrál úszónő.

## Pályafutása
Sydney tengerparti külvárosában, South Coogee-ben nőtt föl. 
Miután jó barátjával, Fanny Durackkal eredményesek voltak az 1910–1911-es ausztrál és Új-Dél-Wales-i úszóbajnokságon, meggyőzték a tisztviselőket, hogy részt vehessenek az 1912-es stockholmi olimpián, ahol először rendeztek női úszószámokat. A játékokon az ausztrálázsiai csapat színeiben versenyeztek. A száz méteres gyorsúszás huszonhét fős mezőnyében könnyen jutottak döntőbe, ahol aztán Durack nagy fölényben első, míg Wylie második lett.
Korának egyik legsikeresebb úszója volt. 1906 és 1934 között 115 címet szerzett a nemzeti és az Új-Dél-Wales-i úszóbajnokságokon, gyors-, mell-, illetve hátúszásban.

## Érdekesség
Apja, Henry Wylie építette a Wylie's Baths nevű tengeri fürdőt South Coogee-ben. Az 1907-ben épült fürdő ma is áll.